# 셰리페 바즈

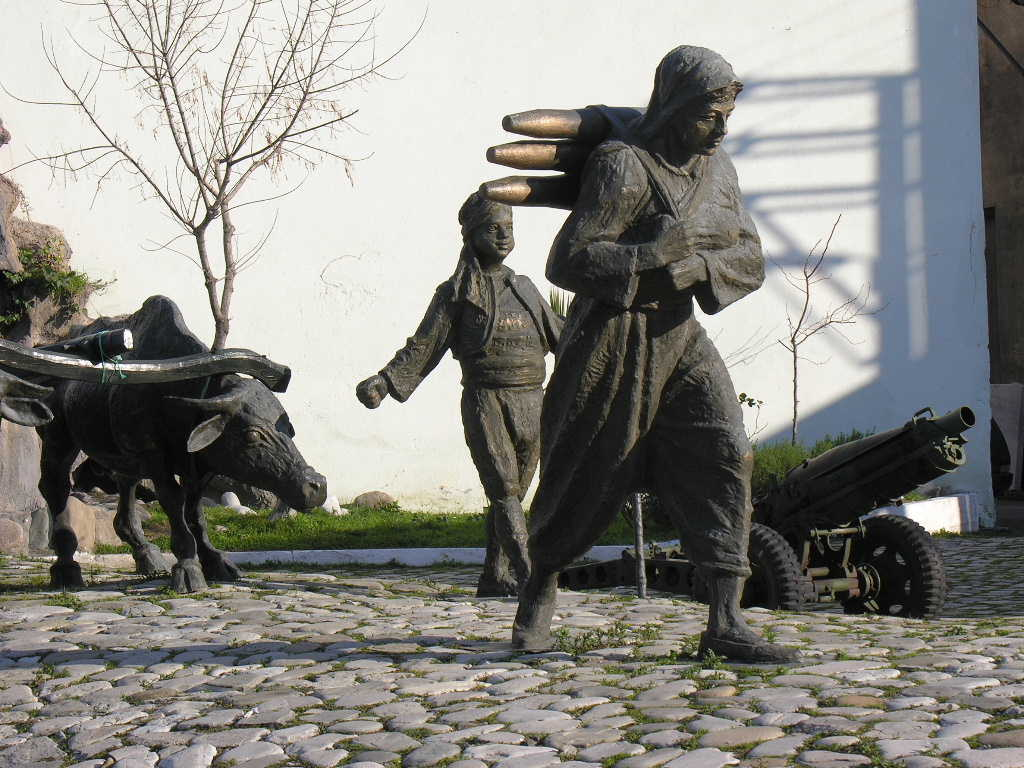
이네볼루에 건립된 셰리페 바즈 동상

셰리페 바즈(튀르키예어: Şerife Bacı, 1900년경 카스타모누 ~ 1921년 12월 카스타모누)는 튀르키예의 군인이다. 셰리페 바즈는 튀르키예어로 "셰리페 언니"를 뜻한다. "셰리페 아가씨"라는 뜻을 가진 셰리페 카든(Şerife Kadın)이라는 별칭으로 부르기도 한다.
카스타모누주 출신으로 16세에 남편과 결혼했지만 결혼한 지 불과 2개월 만에 남편이 오스만 제국 군대에 입대했다. 그의 남편은 1915년부터 1916년 사이에 일어난 제1차 세계 대전의 갈리폴리 전역에 참전하여 전투를 벌이던 도중에 사망했다. 마을 주민들의 도움을 통해 전쟁에서 일어난 폭탄 폭발 사고로 인해 왼쪽 다리와 눈을 잃은 절름발이 유수프(Topal Yusuf)와 재혼했다. 셰리페 바즈는 마을 주민들의 업무를 도와주는 역할을 수행했다.
그리스-터키 전쟁이 진행 중이던 1921년 겨울에는 황소가 끄는 수레를 타면서 이네볼루(İnebolu)에서 앙카라까지 포탄을 수송하는 임무를 수행했다. 1921년 12월에 저체온증으로 사망했다. 1973년에는 터키 공화국 수립 50주년을 기념하기 위한 차원에서 그를 기념하는 사업이 진행되었다.